# Hội văn hóa Kujawsko-Pomorskie
Hội văn hóa Kujawsko-Pomorskie (tiếng Ba Lan: Kujawsko-Pomorskie Towarzystwo Kulturalne) là hội văn hóa ở thành phố Bydgoszcz, tồn tại từ năm 1961 đến năm 2008.

## Hoạt động
Hội Văn hóa Kujawsko-Pomorskie có nhiệm vụ phổ biến kiến thức của khu vực, phát triển nhiều hình thức sáng tạo nghiệp dư và bảo tồn văn hóa dân gian.
Lĩnh vực hoạt động quan trọng nhất của Hội là xuất bản sách. Thành viên của hội viết sách về những người có công với cộng đồng địa phương. Gần một nửa sách mà hội cho xuất bản là tập thơ và niên giám .

## Lịch sử
Hội Văn hóa Kujawsko-Pomorskie thành lập vào ngày 3 tháng 12 năm 1961 tại Bydgoszcz với mục đích đáp ứng nhu cầu về một tổ chức chung có nhiệm vụ điều phối hoạt động các hội văn hóa xã hội địa phương trong thành phố Bydgoszcz. Aleksander Schmidt được bầu làm chủ tịch của hội. Hoạt động trọng tâm của Hội Văn hóa Kujawsko-Pomorskie là tái hiện đời sống văn hóa trong khu vực và chăm lo sáng tạo nghệ thuật nghiệp dư và chuyên nghiệp. Vào những năm 1970, Hội Văn hóa Kujawsko-Pomorskie liên kết khoảng 40 hội văn hóa địa phương ở Kujawy và Pomerania.
Vào ngày 17 tháng 9 năm 2008, Hội Văn hóa Kujawsko-Pomorskie bị giải thể, xóa tên khỏi Sổ đăng ký Hiệp hội (KRS) 